# Landtagswahlkreis Seesen
Der Wahlkreis Seesen war ein Wahlkreis zur Wahl des niedersächsischen Landtags. Sein Gebiet lag im Landkreis Goslar und umfasste die Städte Bad Harzburg, Braunlage und Seesen sowie die Berg- und Universitätsstadt Clausthal-Zellerfeld und die Samtgemeinde Lutter am Barenberge. Der Wahlkreis gliederte sich in 85 Wahlbezirke.
Zur Landtagswahl 2022 wurde der Wahlkreis Seesen aufgelöst. Braunlage und Clausthal-Zellerfeld wurden dem Wahlkreis Göttingen/Harz zugeordnet. Die Stadt Bad Harzburg wurde in den Wahlkreis Goslar eingegliedert, ebenso das Gebiet der ehemaligen Samtgemeinde Lutter am Barenberge, welche inzwischen nach Langelsheim eingemeindet wurde. Die Stadt Seesen gehört nunmehr zum Wahlkreis Einbeck.

## Landtagswahl 2017
Zur Landtagswahl in Niedersachsen 2017 traten im Wahlkreis Seesen fünf Direktkandidaten an. Direkt gewählte Abgeordnete ist Petra Emmerich-Kopatsch (SPD), die am 9. November 2021 ihr Landtagsmandat niederlegte. Der Wahlkreis trug die Wahlkreisnummer 13.
| Partei                | Direktkandidat          | Erststimmen | Zweitstimmen |
| --------------------- | ----------------------- | ----------- | ------------ |
| CDU                   | Hans-Peter Dreß         | 36,6        | 31,6         |
| SPD                   | Petra Emmerich-Kopatsch | 45,0        | 40,3         |
| Bündnis 90/Die Grünen |                         |             | 6,2          |
| FDP                   | Alexander Bischoff      | 5,9         | 7,8          |
| DIE LINKE             | Horst Mögelin           | 5,2         | 4,4          |
| AfD                   | Klaus-Dieter Schneider  | 7,3         | 7,5          |
| BGE                   |                         |             | 0,1          |
| DM                    |                         |             | 0,1          |
| Freie Wähler          |                         |             | 0,3          |
| LKR                   |                         |             | 0,0          |
| ÖDP                   |                         |             | 0,1          |
| Die PARTEI            |                         |             | 0,5          |
| Tierschutzpartei      |                         |             | 0,8          |
| Piratenpartei         |                         |             | 0,2          |
| V-Partei³             |                         |             | 0,1          |

Die Wahlbeteiligung lag mit 59,3 % unter dem Landesdurchschnitt dieser Wahl.

## Landtagswahl 2013
Zur Landtagswahl in Niedersachsen 2013 traten im Wahlkreis Seesen sechs Direktkandidaten an. Direkt gewählter Abgeordneter ist Rudolf Götz (CDU). Über die Landesliste zog zusätzlich Petra Emmerich-Kopatsch (SPD) in den niedersächsischen Landtag ein. Der Wahlkreis trug die Wahlkreisnummer 13.
| Partei                | Direktkandidat          | Erststimmen | Zweitstimmen |
| --------------------- | ----------------------- | ----------- | ------------ |
| CDU                   | Rudolf Götz             | 43,8        | 36,6         |
| SPD                   | Petra Emmerich-Kopatsch | 41,3        | 35,5         |
| FDP                   | Matthias Lüttge         | 3,2         | 9,9          |
| Bündnis 90/Die Grünen | Jörg Gehrke             | 7,1         | 9,4          |
| DIE LINKE             | Bernd Theuser           | 4,3         | 3,8          |
| Piratenpartei         |                         |             | 2,3          |
| NPD                   |                         |             | 1,0          |
| Freie Wähler          |                         |             | 0,9          |
| Die Freiheit          |                         |             | 0,4          |
| PBC                   |                         |             | 0,2          |
| Bündnis 21/RRP        |                         |             | 0,0          |
| Einzelbewerber        | Battal Dagci-Önder      | 0,2         |              |

Die Wahlbeteiligung betrug 56,4 %.

## Landtagswahl 2008
Zur Landtagswahl in Niedersachsen 2008 traten im Wahlkreis Seesen sechs Direktkandidaten an. Direkt gewählter Abgeordneter ist Rudolf Götz (CDU). Der Wahlkreis trug die Wahlkreisnummer 13.
| Partei                | Direktkandidat          | Erststimmen | Zweitstimmen |
| --------------------- | ----------------------- | ----------- | ------------ |
| CDU                   | Rudolf Götz             | 42,6        | 41,1         |
| SPD                   | Petra Emmerich-Kopatsch | 37,9        | 32,6         |
| Die Linke             | Jens Gundelach          | 7,4         | 8,4          |
| FDP                   | Olaf Torsten Franz      | 5,1         | 8,3          |
| Bündnis 90/Die Grünen | Stefan Scheele          | 4,8         | 5,3          |
| NPD                   |                         |             | 1,6          |
| Freie Wähler          | Peter Port              | 2,2         | 1,2          |
| Tierschutzpartei      |                         |             | 0,6          |
| FAMILIE               |                         |             | 0,3          |
| Die Grauen            |                         |             | 0,2          |
| PBC                   |                         |             | 0,2          |
| Volksabstimmung       |                         |             | 0,1          |
| Die Friesen           |                         |             | 0,1          |
| ÖDP                   |                         |             | 0,03         |

Die Wahlbeteiligung lag bei 55,4 %.

## Landtagswahl 2003
Bei der Wahl 2003 trug der Wahlkreis die Wahlkreisnummer 15. Direkt gewählter Kandidat war Rudolf Götz (CDU).
| Partei                | Direktkandidat          | Erststimmen | Zweitstimmen |
| --------------------- | ----------------------- | ----------- | ------------ |
| CDU                   | Rudolf Götz             | 49,1        | 45,6         |
| SPD                   | Petra Emmerich-Kopatsch | 40,1        | 39,1         |
| FDP                   | Peter Brockhaus         | 4,0         | 8,1          |
| Bündnis 90/Die Grünen | Stefan Scheele          | 3,9         | 4,8          |
| PRO                   | Marco Elsenbruch        | 1,1         | 1,1          |
| PDS                   |                         | -           | 0,5          |
| REP                   |                         | -           | 0,4          |
| PBC                   |                         | -           | 0,2          |
| Die Grauen            |                         | -           | 0,2          |
| ÖDP                   |                         | -           | 0,1          |
| Einzelbewerber        | Sven Harald Koch        | 1,7         | -            |